# Team NSP-Ghost/2013
Deze pagina geeft een overzicht van de Team NSP-Ghost-wielerploeg in 2013.

## Algemeen
Algemeen manager: Thomas Kohlhepp
Ploegleiders: Lars Wackernagel, Frank Neff
Fietsmerk: Ghost

## Renners
| Naam                     | Geboortedatum | Nationaliteit | Ploeg 2012      |
| ------------------------ | ------------- | ------------- | --------------- |
| Sebastian Baldauf        | 22-02-1989    | Duitsland     | geen            |
| Thomas Bonnin            | 10-05-1989    | Frankrijk     | Argos-Shimano   |
| Jacob Fiedler            | 20-06-1987    | Duitsland     |                 |
| Sven Forberger           | 26-05-1984    | Duitsland     |                 |
| Sebastian Forke          | 13-03-1987    | Duitsland     |                 |
| Markus Fothen (tot 25-7) | 09-09-1981    | Duitsland     |                 |
| Sergej Fuchs             | 21-02-1987    | Duitsland     |                 |
| René Hooghiemster        | 30-07-1986    | Nederland     |                 |
| Léo Menville             | 11-10-1988    | Frankrijk     |                 |
| Stefan Schäfer           | 06-01-1986    | Duitsland     |                 |
| Jonas Schmeiser          | 11-07-1987    | Duitsland     |                 |
| Michael Schweizer        | 16-12-1983    | Duitsland     | Nutrixxion ABUS |
| Tino Thömel              | 06-06-1988    | Duitsland     |                 |

## Overwinningen
Ronde van Normandië
6e etappe: Tino Thömel
Ronde van Loir-et-Cher
1e etappe: Tino Thömel
3e etappe: Tino Thömel
5e etappe: Tino Thömel
Eindklassement: Tino Thömel
Ploegenklassement
Szlakiem Grodów Piastowskich
3e etappe: Tino Thömel
Koers van de Olympische Solidariteit
2e etappe: Michael Schweizer
4e etappe: Sebastian Forke
Ronde van Midden-Nederland
Winnaar: Sebastian Forke
2011 · 2012 · 2013